# فيميون
فيميون هو رجل صالح مجتهد مسيحي زاهد في الدنيا من بقايا أهل دين عيسى بن مريم في نجران. تعلم لدى أريوس كان رجلا مجاب الدعاء، وكان يطوف بين القرى المختلفة، ما أن يعرف بقرية، إلا خرج منها إلى قرية لا يعرف بها. كان لا يأكل إلا من ما يدخله عليه عمل يده. وكان بناء يصنع طوب الطين ويبني به. كان يعظم الأحد. فإذا كان يوم الأحد توقف عن العمل، وخرج إلى البرية يصلي حتى المساء.

## سيرته الشخصية
كان فيميون رجلاً ينحدر من بلاد الشام وعمل في شبه الجزيرة العربية كمهندس ماهر. وكان يخرج إلى الصحراء فيصلي حتى المساء كلما كان يوم أحد. وكان له أيضًا رفيق اسمه صالح، وكان قريبًا جدًا منه ومخلصًا له. كان لدى فيميون القدرة على عمل المعجزات وكان يغادر قرية إلى أخرى بعد أن يحول القرية إلى المسيحية، وكان صالح يتبعه مباشرة.

## التورط في نجران
يُنسب إلى فيميون كونه من أوائل من أدخلوا المسيحية إلى مدينة نجران. يروي وهب بن منبه أن فيميون تمكن من إقناع السكان المحليين برفض شرك جنوب الجزيرة العربية وقبول المسيحية، بعد حدوث معجزة حيث دمرت هبوب الرياح شجرة النخيل التي كان السكان يؤلهونها ويعبدونها. وتصف حكاية بديلة فيميون بأنه مرشد لتلميذه عبد الله بن ثامر، الذي يُنسب إليه هذه المرة باعتباره الشخص الذي عزز المسيحية في نجران.

## رفقة صالح
وكان في قرية من قرى الشام يعمل عمله ذلك متخفيا، ففطن لشأنه رجل من أهلها يقال له” صالح“. فأحبه صالح كثيرا، وكان يتبع فيميون خفية دون أن ينتبه. حتى خرج مرة في يوم أحد إلى فلاة من الأرض، كما كان يصنع، وقد اتبعه صالح، وفيميون لا يدري، فجلس صالح منه منظر العين مستخفيا منه، لا يحب أن يعلم بمكانه، وقام فيميون يصلى، فبينما هو يصلي إذ أقبل نحوه التنين - الحية ذات الرءوس السبعة - فلما رآها فيميون دعا عليها فماتت، ورآها صالح ولم يدر ما أصابها، فخافها عليه، فَعِيلَ عَوْلُهُ، فصرخ يا فيميون، التنين قد أقبل نحوك ؛ فلم يلتفت إليه، وأقبل على صلاته حتى فرغ منها، وأمسى فانصرف. وعَرف أنه قد عُرف، وعرف صالح أنه قد رأى مكانه؛ فقال له : يا فيميون : تعلم والله أني ما أحببت شيئا قط حبك، وقد أردت صحبتك، والكينونة معك حيث كنت، فقال : ما شئت، أمرى كما ترى، فإن علمت أنك تقوى عليه فنعم، فلزمه صالح. وقد كاد أهل القرية يفطنون لشأنه، وكان إذا فاجأه العبد به الضر دعا له فشفي، وإذا دعي إلى أحد به ضر لم يأته.

### الضرير
كان لرجل من أهل القرية ابن ضرير، فسأل عن شأن فيميون فقيل له : إنه لا يأتي أحدا دعاه، ولكنه رجل يعمل للناس البنيان بالأجر. فعمد الرجل إلى ابنه ذلك فوضعه في حجرته وألقى عليه ثوبا، ثم جاءه فقال له: يا فيميون، إني قد أردت أن أعمل في بيتي عملا، فانطلق معي إليه حتى تنظر إليه، فأشارطك عليه.
فانطلق معه، حتى دخل حجرته، ثم قال له : 
ما تريد أن تعمل في بيتك هذا؟ 
قال : كذا وكذا؛
ثم انتشط الرجل الثوب عن الصبي، ثم قال له :
 يا فيميون، عبد من عباد الله أصابه ما ترى، فادع الله له. فدعا له فيميون، فقام الصبي ليس به بأس.

### الشجرة
وعرف فيميون أنه قد عرف، فخرج من القرية واتبعه صالح، فبينما هو يمشي في بعض الشام إذ مر بشجرة عظيمة، فناداه منها رجل، 
فقال : يا فيميون؛ 
قال : نعم؛ 
قال : ما زلت أنظرك وأقول متى هو جاء، حتى سمعت صوتك، فعرفت أنك هو، لا تبرح حتى تقوم علي، فإني ميت الآن؛ 
فمات وقام عليه حتى واراه، ثم انصرف، وتبعه صالح، حتى وطئا بعض أرض العرب.

### اختطافهما وبيعهما
فاختطفتهما سيارة من بعض العرب، فخرجوا بهما حتى باعوهما بنجران، وأهل نجران يومئذ على دين العرب، يعبدون نخلة طويلة بين أظهرهم، لها عيد في كل سنة، إذا كان ذلك العيد علقوا عليها كل ثوب حسن وجدوه، وحلي النساء، ثم خرجوا إليها فعكفوا عليها يوما. ابتاع فيميون رجل من أشرافهم، وابتاع صالحا آخر.

### النخلة
كان فيميون إذا قام من الليل يتهجد(يصلي طوال الليل) في بيت له - أسكنه إياه سيده - يصلي، استسرج له البيتُ نورا حتى يصبح من غير مصباح؛ فرأى ذلك سيده، فأعجبه ما يرى منه، فسأله عن دينه، فأخبره به، وقال له فيميون : 
إنما أنتم في باطل، إن هذه النخلة لا تضر ولا تنفع، ولو دعوت عليها إلهي الذي أعبده لأهلكها، وهو الله وحده لا شريك له. 
فقال له سيده : فافعل، فإنك إن فعلت دخلنا في دينك، وتركنا ما نحن عليه. 
فقام فيميون، فتطهر وصلى ركعتين، ثم دعا الله عليها، فأرسل الله عليها ريحا فجعفتها من أصلها فألقتها، فاتبعه عند ذلك أهل نجران على دينه، فأصبحوا مسيحيين وآمنوا بدين عيسى بن مريم، ثم دخلت عليهم الأحداث التي دخلت على أهل دينهم بكل أرض، فمن هنالك كانت النصرانية بنجران في أرض العرب.

## مصدر
- السيرة النبوية لابن هشام - عبد الملك بن هشام المعافري

## انظر ايضا
- عبد الله بن الثامر
- قصة أصحاب الأخدود
- الأخدود (نجران)